# Ernest Ange Duez
Pour les articles homonymes, voir Duez.
 (décembre 2014).
Si vous disposez d'ouvrages ou d'articles de référence ou si vous connaissez des sites web de qualité traitant du thème abordé ici, merci de compléter l'article en donnant les références utiles à sa vérifiabilité et en les liant à la section « Notes et références ».
Ernest Ange Duez né à Paris (ancien 3e arrondissement) le 7 mars 1843 et mort à Saint-Germain-en-Laye le 4 avril 1896 est un peintre, graveur et illustrateur français.

## Biographie
Ernest Ange Duez est le fils d'un marchand tailleur, Il est élève à l'École des beaux-arts de Paris dans les ateliers d'Isidore Pils et de Carolus-Duran.
Peintre, pastelliste et aquarelliste au trait subtil, peintre de la vie quotidienne, Duez est un portraitiste habile et un illustrateur reconnu.
Ami d'Alphonse de Neuville, Augustin Feyen-Perrin, Édouard Detaille, André Gill et Ulysse Butin, il est un actif admirateur d'Édouard Manet. Son inspiration artistique se partage essentiellement entre portraits, sujets religieux, scènes de genre et marines de bord de mer, peintes d'après nature à Villerville en Normandie. Comme illustrateur, il dessine notamment les planches des Travailleurs de la mer de Victor Hugo et de La Terre d'Émile Zola.
Il expose régulièrement au Salon à partir de 1868, année où il présente une Mater Dolorosa. Il y est récompensé à deux reprises, par une médaille de 3e classe en 1874 pour un diptyque intitulé Splendeur et Misère, puis par une médaille de 1re classe qui distingue en 1879 son triptyque de Saint Cuthbert (Paris, musée d'Orsay).

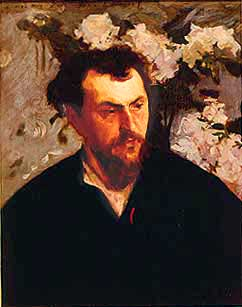
Ernest Ange Duez, vers 1884, John Singer Sargent, Metropolitan Museum, New York

Il se lie avec le peintre américain John Singer Sargent et il exposent ensemble lors d'une exposition historique à la galerie Georges Petit en décembre 1882. Tous deux ardents admirateurs d'Édouard Manet, ils avaient leurs ateliers côte à côte sur le boulevard Berthier à Paris. Sargent réalise le portrait de Duez et lui en fait cadeau en réponse à une étude d'hortensias bleus de Duez. Il a incorporé les mêmes fleurs bleu pâle à l'arrière-plan de son portrait.
Il est nommé chevalier de la Légion d'honneur le 13 juillet 1880, puis promu officier du même ordre le 29 octobre 1889 à l'occasion de sa participation, comme exposant hors-concours, à l'Exposition universelle de Paris de 1889.
Il est l'un des 18 membres fondateurs de la nouvelle Société nationale des beaux-arts en 1890. Il est aussi président de la Société des amis des arts du département de l'Eure. Il a pour élève Henri Caruchet.
Son voisin et ami est le sculpteur Pierre-Nicolas Tourgueneff qui a son atelier au château du Vert-Bois, sur la commune de Rueil-Malmaison, où il séjourne le plus souvent.
Duez meurt d'une hémorragie cérébrale alors qu'il se promène à vélo, à 11 h du matin, route d’Achères, près la croix de Noailles, dans la forêt de Saint-Germain-en-Laye.

## Collections publiques
Canada

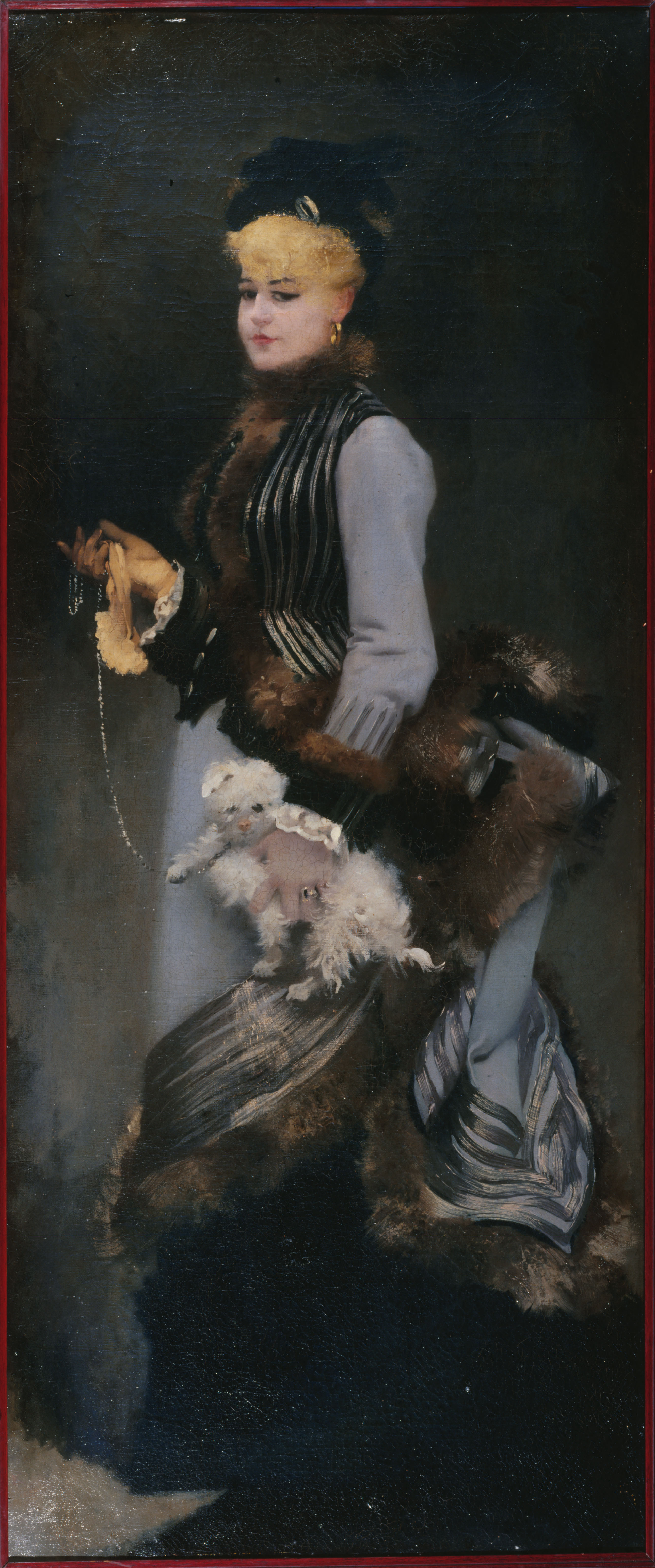
Splendeur (vers 1874), Paris, musée Carnavalet.

- Ottawa, Musée des beaux-arts du Canada.

États-Unis
- New York, Metropolitan Museum of Art.

France
- Gray, musée Baron-Martin : Le Petit navire qui fume à l'horizon, pastel, 46 × 55 cm.
- Paris :
  - hôtel de ville : La Physique, 1892.
  - marché de l'art, décembre 2022 : La visite au musée, 1873[7].
  - musée Carnavalet : Splendeur, vers 1874,
  - musée d'Orsay :
    - Saint Cuthbert, 1879, triptyque, huile sur toile[8] ;
    - Autour de la lampe, vers 1882, huile sur toile[9] ;
    - Paysage, pastel[10] ;
    - Ulysse Butin, vers 1880, huile sur toile[11],[12].

  - Petit Palais :
    - Esquisse pour le salon des Sciences de l'hôtel de ville de Paris : La Botanique, entre 1888 et 1892 ;
    - Esquisse pour le salon des Sciences de l'Hôtel de Ville de Paris : La Physique, entre 1888 et 1892.

  - Sorbonne.
- Pau, musée des Beaux-Arts : Saint François d'Assise, le miracle des roses, 1884, huile sur toile[13].
- Rouen, musée des Beaux-Arts : L'Heure du bain au bord de la mer, 1896, huile sur toile[14].
- Strasbourg, musée d'Art moderne et contemporain : Femme de marin, huile sur toile[15].
- Toulon, musée d'Art de Toulon : Portrait d'Albert Bance, 1876, huile sur toile, 236 × 100 cm.
- Versailles, musée de l'Histoire de France : Alphonse de Neuville (1835-1885), vers 1880, huile sur toile[16].

Grèce
- Athènes, Pinacothèque nationale : Bretagne, villa Amiral, 1877, huile sur toile, 80 × 135 cm[17].

## Illustrations
- Paul Bourget, Cosmopolis, illustrations d'Ernest Ange Duez, Myrbach et Jeanniot, Éditions Alphonse Lemerre, 1898.
- Victor Hugo, Travailleurs de la mer.
- Émile Zola, La Terre.

Œuvres d'Ernest Ange Duez
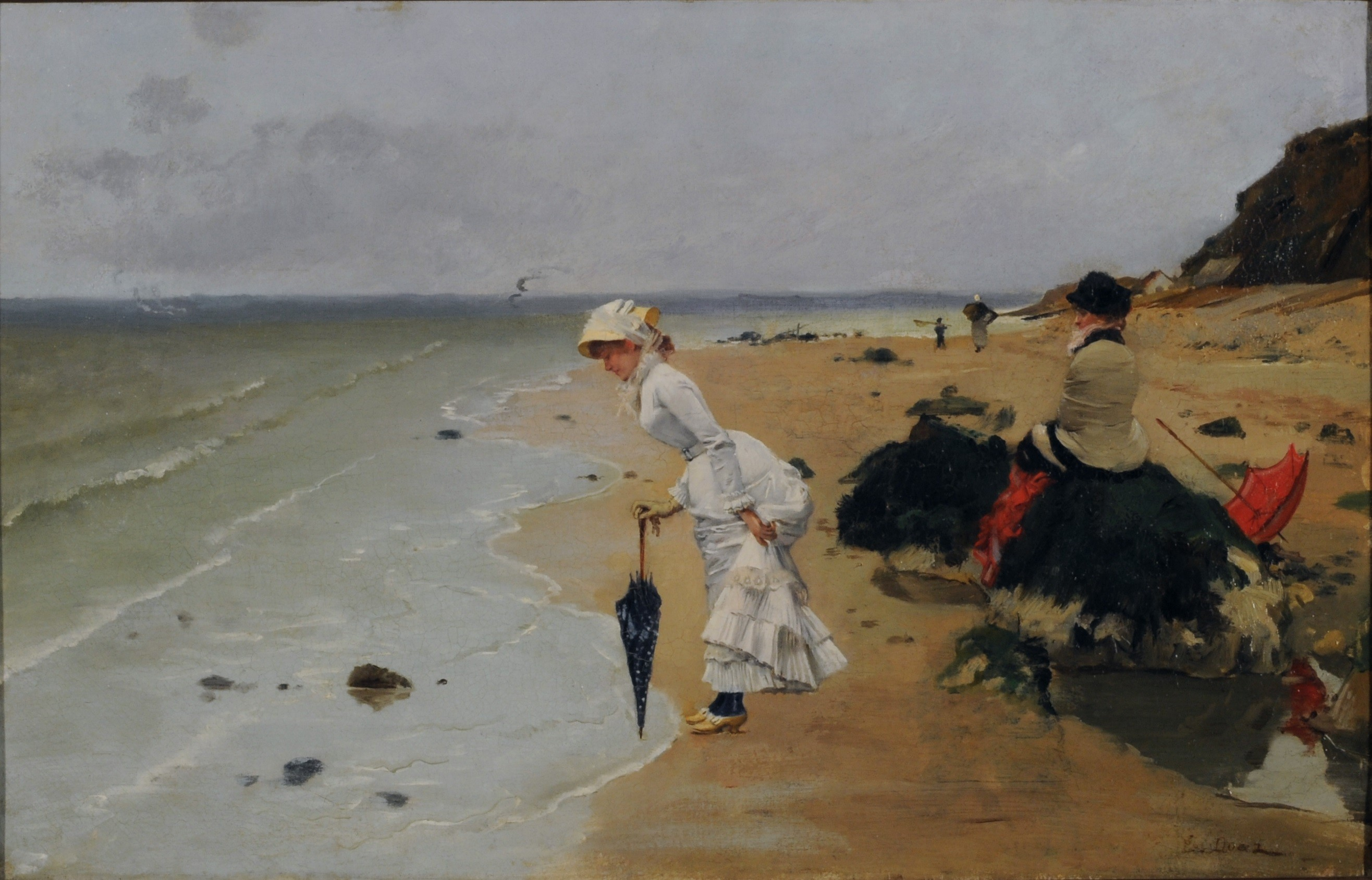
Sur la plage, Buenos Aires, musée national des Beaux-Arts.
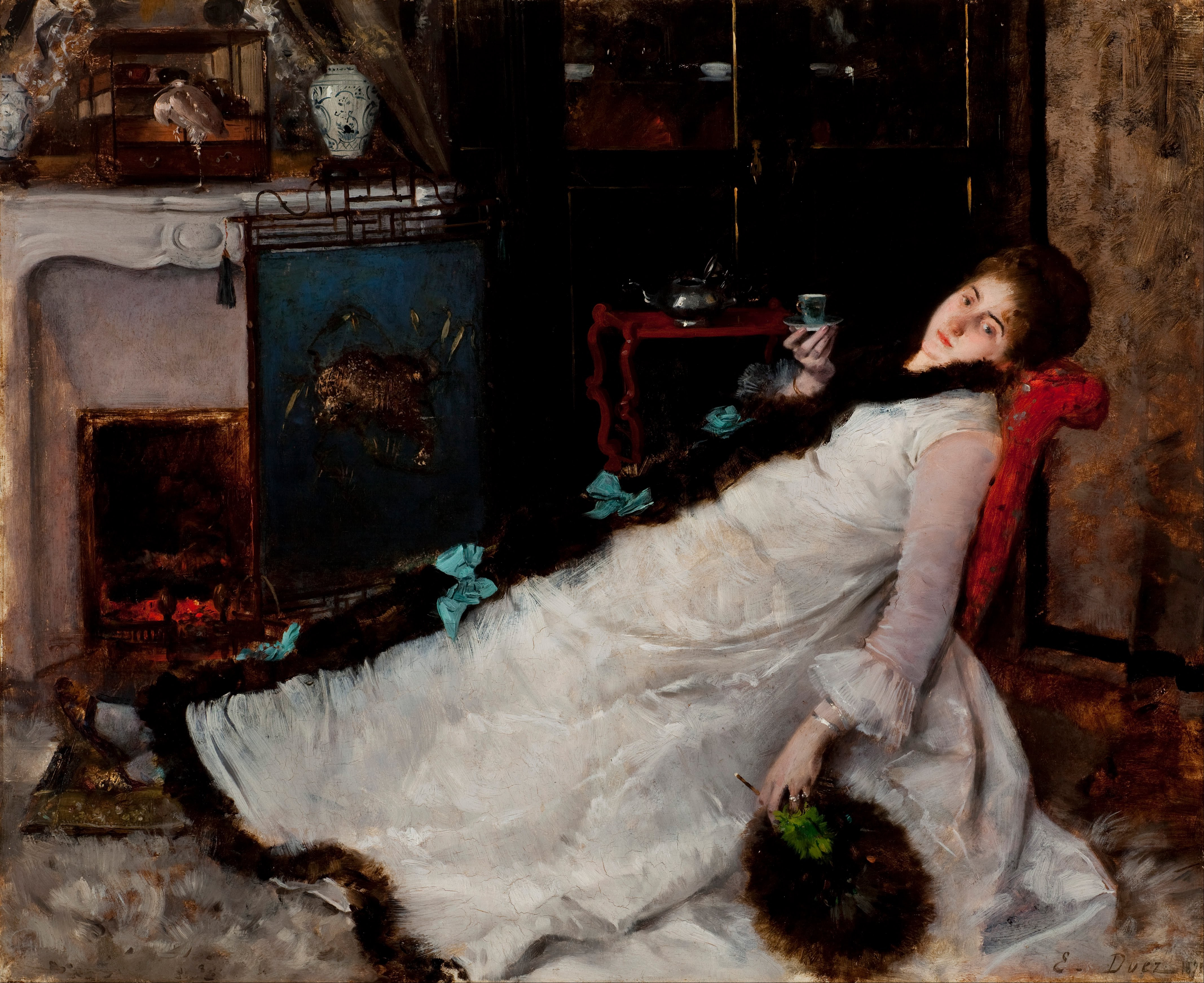
Le Repos (1891), São Paulo, Pinacothèque de l'État de São Paulo.
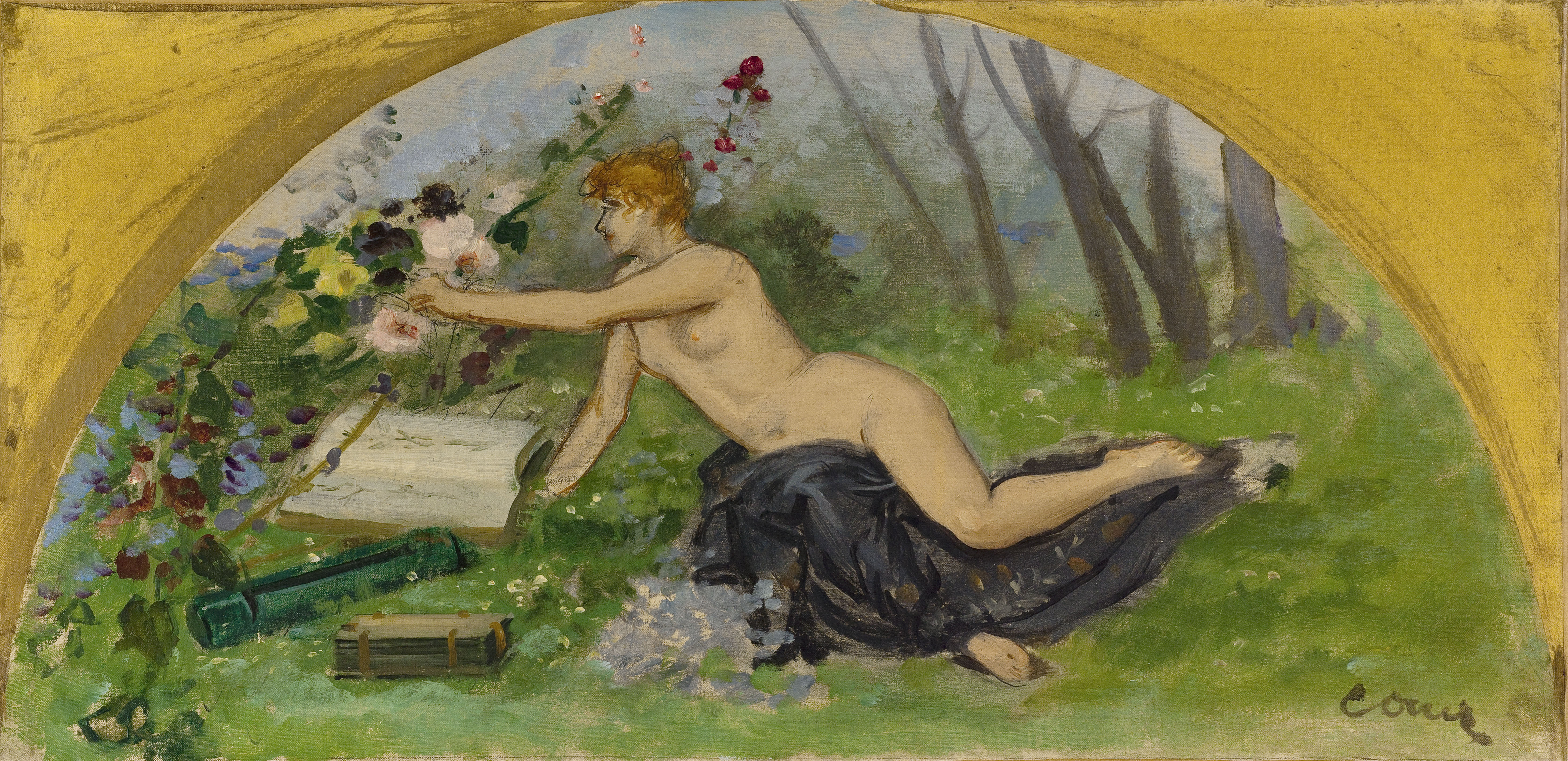
Esquisse pour le salon des Sciences de l'hôtel de ville de Paris : La Botanique (entre 1888 et 1892), Paris, Petit Palais.
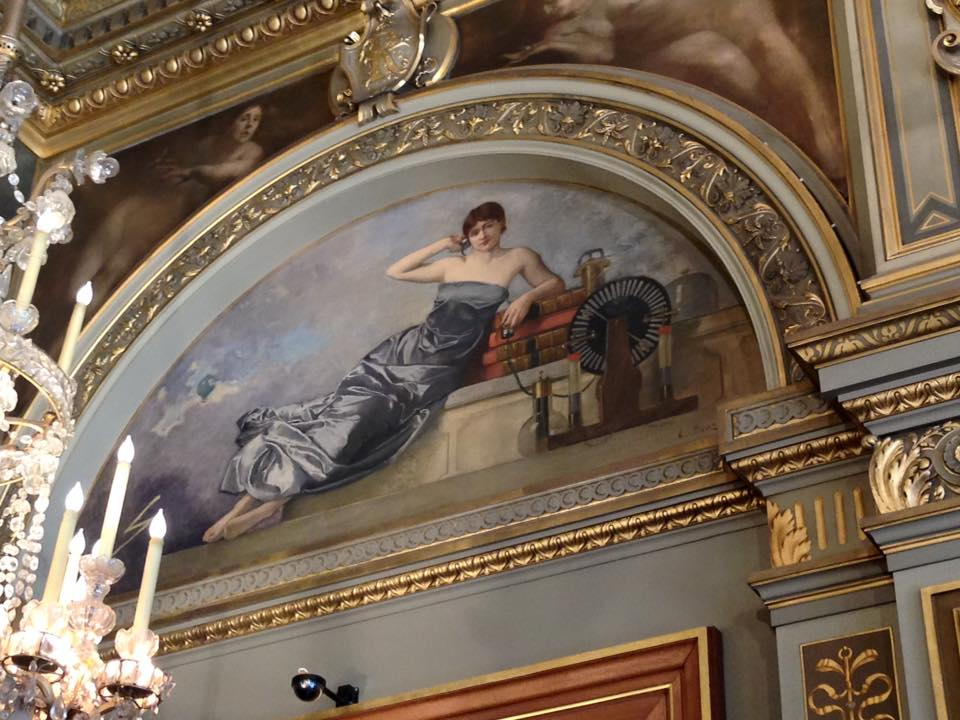
La Physique (1892), Paris, hôtel de ville.